# Hl. Dreifaltigkeit (Gerderhahn)

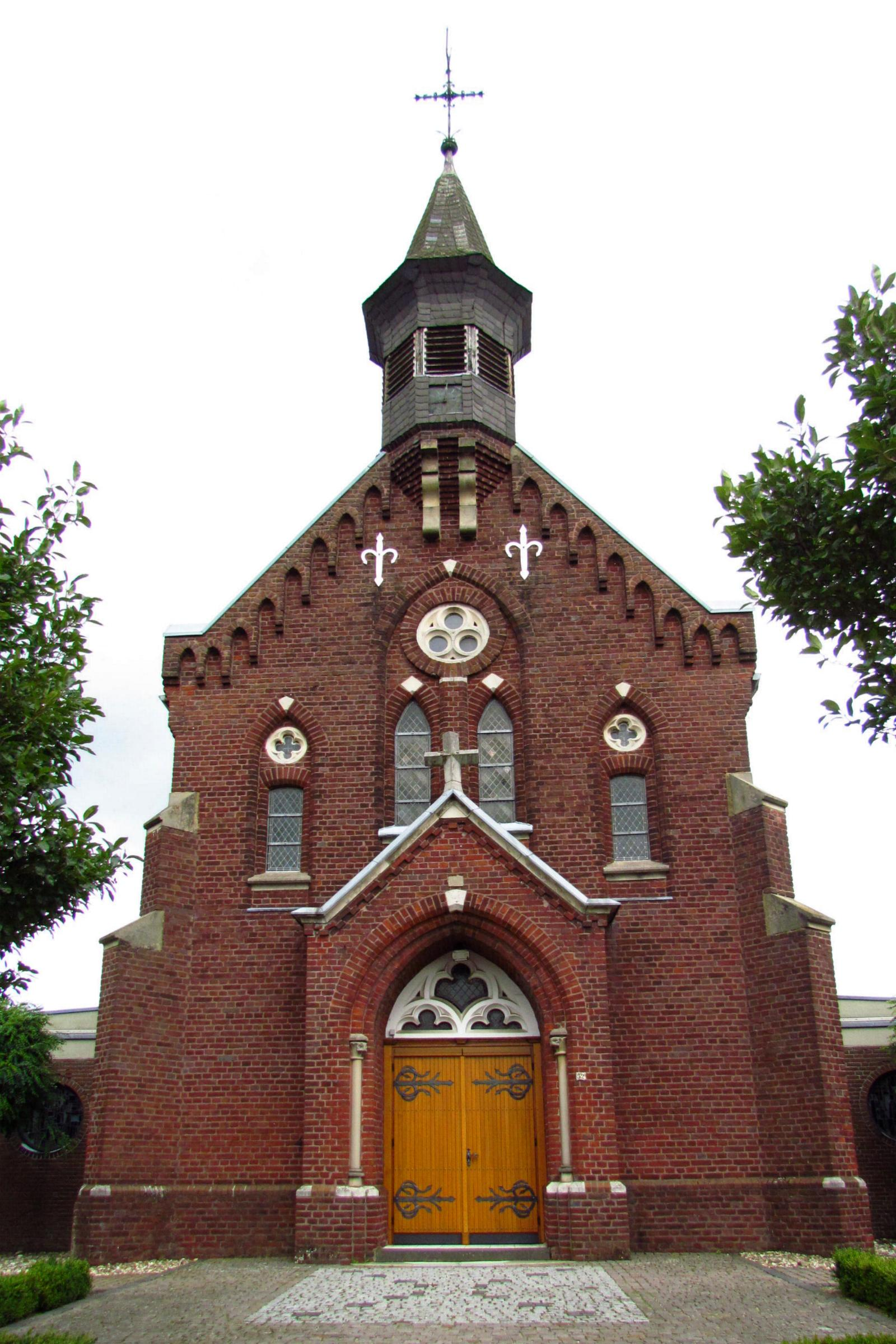
Hl. Dreifaltigkeit in Gerderhahn

Die Dreifaltigkeitskirche ist die römisch-katholische Filialkirche des Erkelenzer Stadtteils Gerderhahn im Kreis Heinsberg in Nordrhein-Westfalen.
Das Bauwerk ist unter Nummer 101 in die Liste der Baudenkmäler in Erkelenz eingetragen.

## Geschichte
Bis ins 20. Jahrhundert gab es in Gerderhahn kein eigenes Gotteshaus. Jedoch wuchs um 1900 der Wunsch in der Bevölkerung, eine eigene Kirche zu erhalten. So wurde der Rheydter Architekt Fischer mit der Planung einer kleinen Kirche für Gerderhahn beauftragt. Die Grundsteinlegung fand am 30. Juni 1901 statt und die Einsegnung erfolgte schließlich am 31. Mai 1904. 1961 wurde die Kirche um zwei Seitenschiffe erweitert. Die Pläne dazu lieferte der Erkelenzer Architekt Josef Viethen. Im Jahr 1973 erfolgte eine Instandsetzung des Gebäudes.
Seit dem 1. Januar 2015 gehört die Kirche zur Großpfarre Christkönig Erkelenz.

## Architektur
Der ursprüngliche Bau des Architekten Fischer und das heutige Mittelschiff waren eine dreijochige Saalkirche in Formen der Neugotik mit einem dreiseitig geschlossenen Chor im Osten und einem achteckigen Dachreiter auf dem Westgiebel. Dieser Bau wird von einem Kreuzrippengewölbe überwölbt. Durch den Anbau der beiden Seitenschiffe wurde aus der Saalkirche eine dreischiffige Kirche. Die beiden Seitenschiffe sind in modernen Formen gehalten und werden von einer Flachdecke überspannt.

## Ausstattung
Im Innenraum befinden sich ein neugotischer Hochaltar aus der Erbauungszeit und einige bemalte Heiligenfiguren. Außerdem sind noch der neugotische Beichtstuhl und der ebenfalls neugotische Taufstein erwähnenswert. Die Fenster von Mittelschiff und Chor haben den Zweiten Weltkrieg unbeschadet überstanden und sind Werke der Firma Hertel & Lersch aus Düsseldorf. Sie stammen aus dem Jahr 1903. Während die Fenster des Hauptschiffs gotische Ornamente zeigen, stellen die Chorfenster die Krönung Mariens und den Tod des hl. Josef dar. Die Buntglasfenster der Seitenschiffe entwarf Will Völker in den Jahren 1961 bis 1962. Sie stellen geometrische Kompositionen dar. Die beiden Rundfenster an den Westseiten der Seitenschiffe stellen den hl. Severin von Köln und den hl. Hubertus von Lüttich dar.

## Glocken
Die Kirche hat 2 Glocken in den Tönen cis" + e" (erhöht). Die Glocken wurden wahrscheinlich von der Firma Petit & Gebr. Edelbrock in Gescher gegossen.